# Porta di Kröpelin
La Porta di Kröpelin (in tedesco: Kröpeliner Tor) è una delle quattro porte difensive rimanenti (delle 22 originarie) della città tedesca di Rostock, nel Meclemburgo-Pomerania Anteriore (Germania nord-orientale): risale alla seconda metà del XIII secolo, ma fu rimaneggiata nel XV e XIX secolo.

## Ubicazione
La Porta di Kröpelin si trova nell'estremità occidentale della Kröpeliner Straße. È quindi la più occidentale delle quattro porte cittadine rimaste.

## Storia

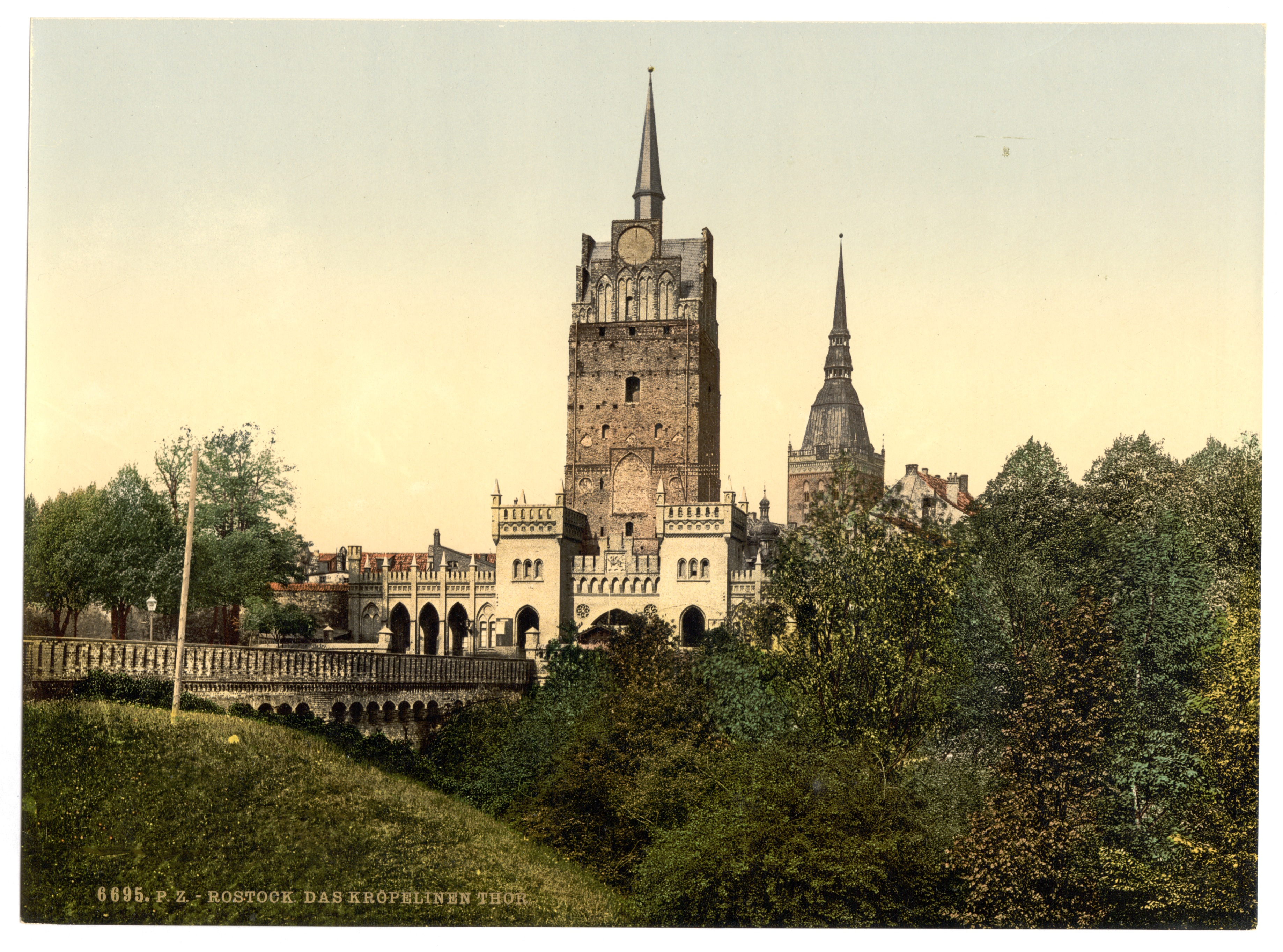
La Kröpeliner Tor alla fine del XIX secolo

Della porta originaria, costruita in legno, si hanno notizie sin dal 1255. In origine era parte della cinta muraria che circondava i tre nuclei abitati di Rostock, che si erano riuniti ufficialmente nel 1265.
Intorno al 1270, la porta fu ricostruita in pietra in stile gotico. Tuttavia, della Kröpeliner Tor non si ebbero notizie ufficiali sino al 1280.
Intorno al 1400, la struttura fu nuovamente ritoccata e la Kröpeliner Tor, a cui furono aggiunti quattro piani, raggiunse l'altezza attuale.
Nel 1847, la porta venne rimaneggiata secondo lo stile neogotico.
Dieci anni dopo, fu realizzata una linea per il tram sotto la porta, linea poi dismessa nel 1960.
Nel 1905, furono intrapresi dei lavori di restauro, nel corso dei quali furono aggiunti un arco ogivale e un grifone.
Ulteriori opere di restauro della porta, che non subì particolari danni nel corso dei bombardamenti Alleati del 1942, furono in seguito intraprese tra il 1966 e il 1969.

## Architettura
La Porta di Kröpelin un'altezza di 54 metri.
La porta reca uno stemma con i colori del Meclemburgo, ovvero il blu, il bianco e il rosso.